# NK Rječina Dražice
Nogometni klub Rječina je nogometni klub iz Dražica kraj Jelenja. Trenutačno se natječe u 1. ŽNL Primorsko-goranskoj.

## Povijest
Klub je osnovan u proljeće 1960. godine, a prvi predsjednik je bio Boris Vicić.

## Vanjske poveznice
- Službene stranice nogometnog kluba iz Dražica  Arhivirana inačica izvorne stranice od 22. rujna 2009. (Wayback Machine)
- Profil, HNS Semafor